# Muzeum Śląskie w Katowicach
Muzeum Śląskie w Katowicach – muzeum powstałe 23 stycznia 1929 na mocy uchwały Sejmu Śląskiego, które działało do wybuchu II wojny światowej w 1939, w latach 1945–1950 przejściowo odtworzone w Bytomiu, restytuowane w Katowicach w 1984, w 2006 wpisane do Państwowego Rejestru Muzeów, od 2015 w nowej, docelowej siedzibie w nowoczesnym kompleksie gmachów w Katowicach przy ul. Tadeusza Dobrowolskiego 1.
Do najcenniejszych zbiorów Muzeum Śląskiego należą kolekcje: malarstwa polskiego sprzed i po 1945 (w której znajdują się prace m.in. Józefa Chełmońskiego, Artura Grottgera, Tadeusza Makowskiego, Jacka Malczewskiego, Jana Matejki, Józefa Mehoffera i Stanisława Wyspiańskiego), sztuki nieprofesjonalnej, fotografii artystycznej i dokumentalnej, plakatu polskiego oraz bogate zbiory etnograficzne i z zakresu polskiej plastyki scenicznej.
W 2012 Muzeum Śląskie udostępniło pierwszą stałą trasę zwiedzania dla osób niewidomych i niedowidzących. Realizuje również projekty edukacyjne i artystyczne. Instytucja aktywnie uczestniczy w takich projektach, jak Noc Muzeów oraz Metropolitalna Noc Teatrów. Współpracuje z Muzeum Ziemi Górnośląskiej w Ratingen, Muzeum Ziemi Śląskiej w Opawie, Muzeum Śląskim w Görlitz, Słowacką Galerią Narodową oraz instytucjami muzealnymi w Finlandii i Włoszech.
Zobowiązane dziedzictwem regionu, dynamiką jego dziejów, wielokulturowością i wiodącą rolą przemysłu, przy jednoczesnym uznaniu jego dorobku intelektualnego i artystycznego, Muzeum Śląskie podejmuje się misji kreowania przestrzeni dla dialogu z przeszłością i dokonaniami współczesności w celu głębszego poznawania Śląska, Polski i Europy.
Muzeum Śląskie prowadzi badania:
- archeologiczne
- historyczne
- etnograficzne
- z plastyki nieprofesjonalnej oraz dokumentacji regionu

## Powstanie

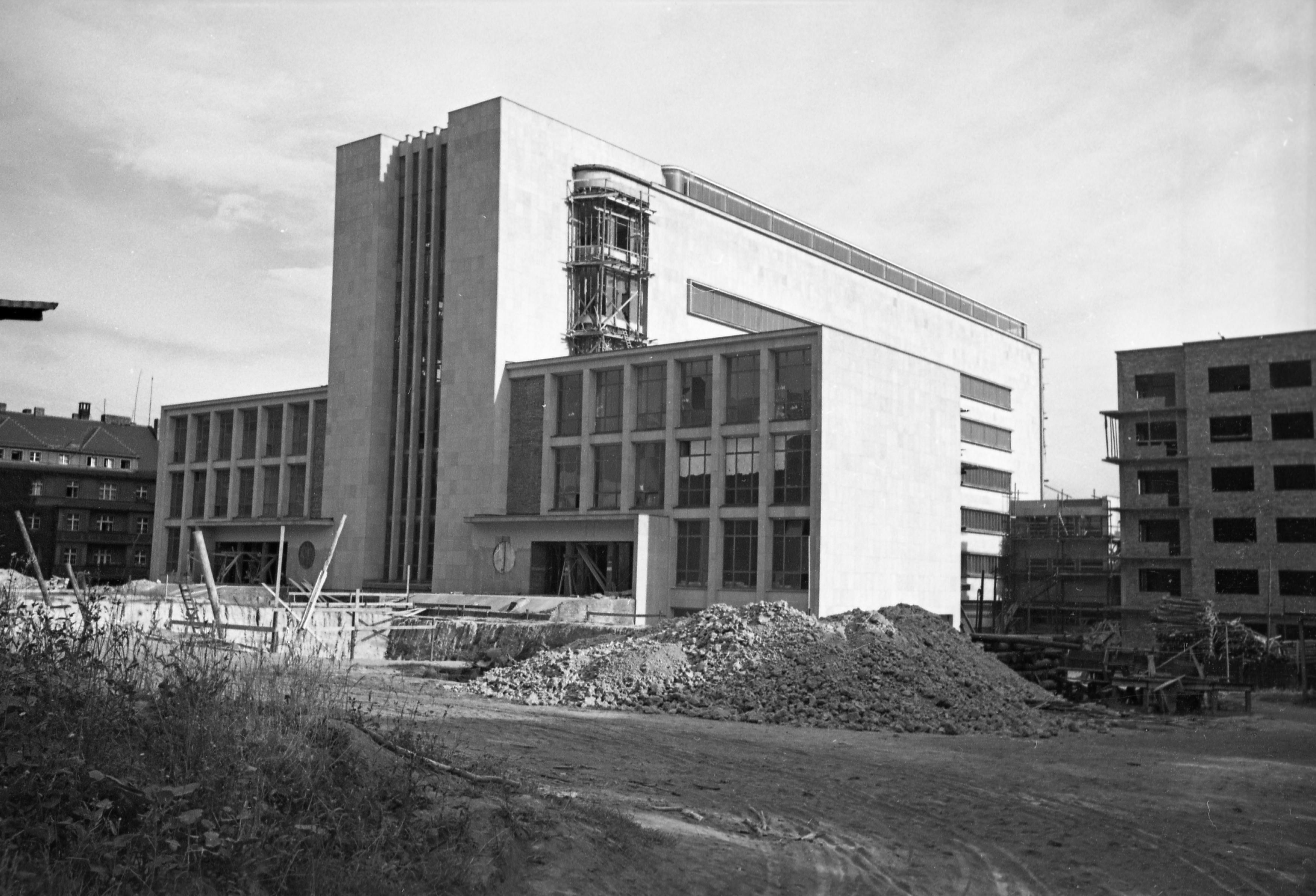
Gmach Muzeum Śląskiego w Katowicach (nieistniejący)

Utworzenie Muzeum Śląskiego ściśle wiązało się z powołaniem w 1924 Towarzystwa Muzeum Ziemi Śląskiej, którego zadaniem było gromadzenie pamiątek kultury materialnej i duchowej wytworzonych na Śląsku. Oficjalnie Muzeum Śląskie rozpoczęło swoją działalność dnia 23 stycznia 1929, a już w maju tego samego roku udostępniono pierwsze wystawy, które były eksponowane na piątym piętrze gmachu Urzędu Wojewódzkiego i Sejmu Śląskiego.
Pierwszym dyrektorem muzeum był Tadeusz Dobrowolski, który jako organizator i autor koncepcji programowej instytucji rozpoczął gromadzenie pierwszych eksponatów, w tym: strojów ludowych, wyrobów rzemiosła artystycznego, obrazów, oraz kolekcji sztuki sakralnej.
Rok 1936 to początek budowy jednego z najnowocześniejszych w ówczesnej Europie gmachu Muzeum Śląskiego, którego autorem był Karol Schayer. Niestety mimo zakończenia prac budowlanych w 1939, budynek nie doczekał się oficjalnego otwarcia. Zakończenie prac zbiegło się z wybuchem II wojny światowej i zamiast otwarcia była grabież symbolu polskości dokonana przez hitlerowców. Większość zbiorów Niemcy umieścili w Górnośląskim Muzeum Krajowym (niem. Oberschlesisches Landesmuseum) w Bytomiu (dzisiejszym Muzeum Górnośląskim). Gmach początkowo został przekształcony w składnicę mebli zrabowanych obywatelom polskim, a w latach 1941–1944 rozebrany do fundamentów.

## Restytucja
Restytucja Muzeum Śląskiego nastąpiła w grudniu 1984. Tymczasową siedzibą muzeum został budynek dawnego hotelu z przełomu XIX i XX wieku, położony przy al. W. Korfantego 3, a dyrektorem został dr Lech Szaraniec. Adaptacja czteropiętrowego gmachu trwała do 1992, kiedy to udostępniono ostatnie sale ekspozycyjne. 

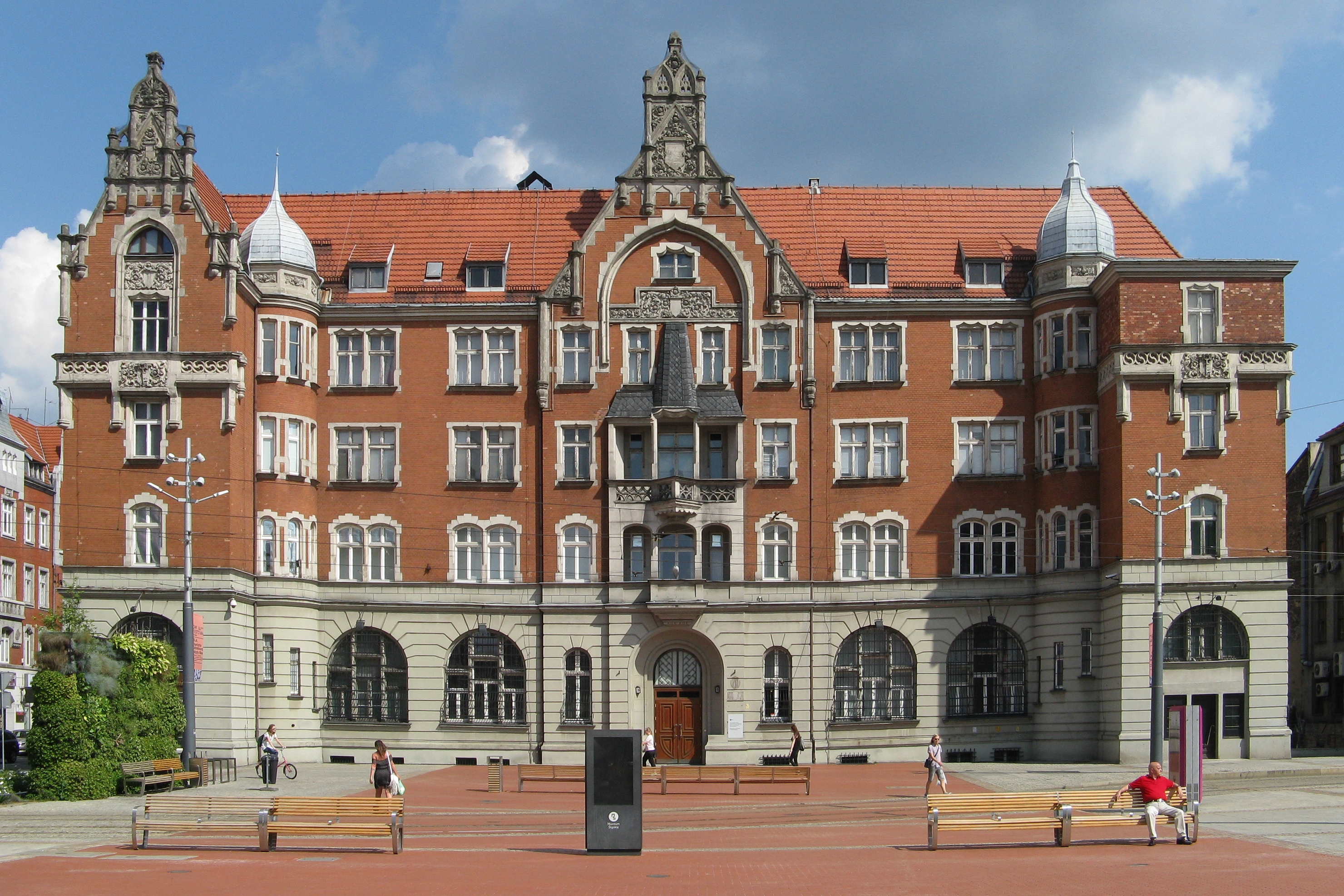
Gmach muzeum przy al. W. Korfantego 3 (2018)

Po restytucji w 1984 do Muzeum Śląskiego powróciła przechowywana część przedwojennych zbiorów placówki, w tym najcenniejsza kolekcja obrazów polskiego malarstwa dawnego, która dziś eksponowana jest na wystawie stałej Galerii sztuki polskiej 1800–1945. 
Muzeum Śląskie posiada zbiór ponad 118 tys. eksponatów z różnych dziedzin sztuki, a także archeologii, etnografii, historii, fotografii, plastyki nieprofesjonalnej. 

## Muzeum Śląskie dzisiaj

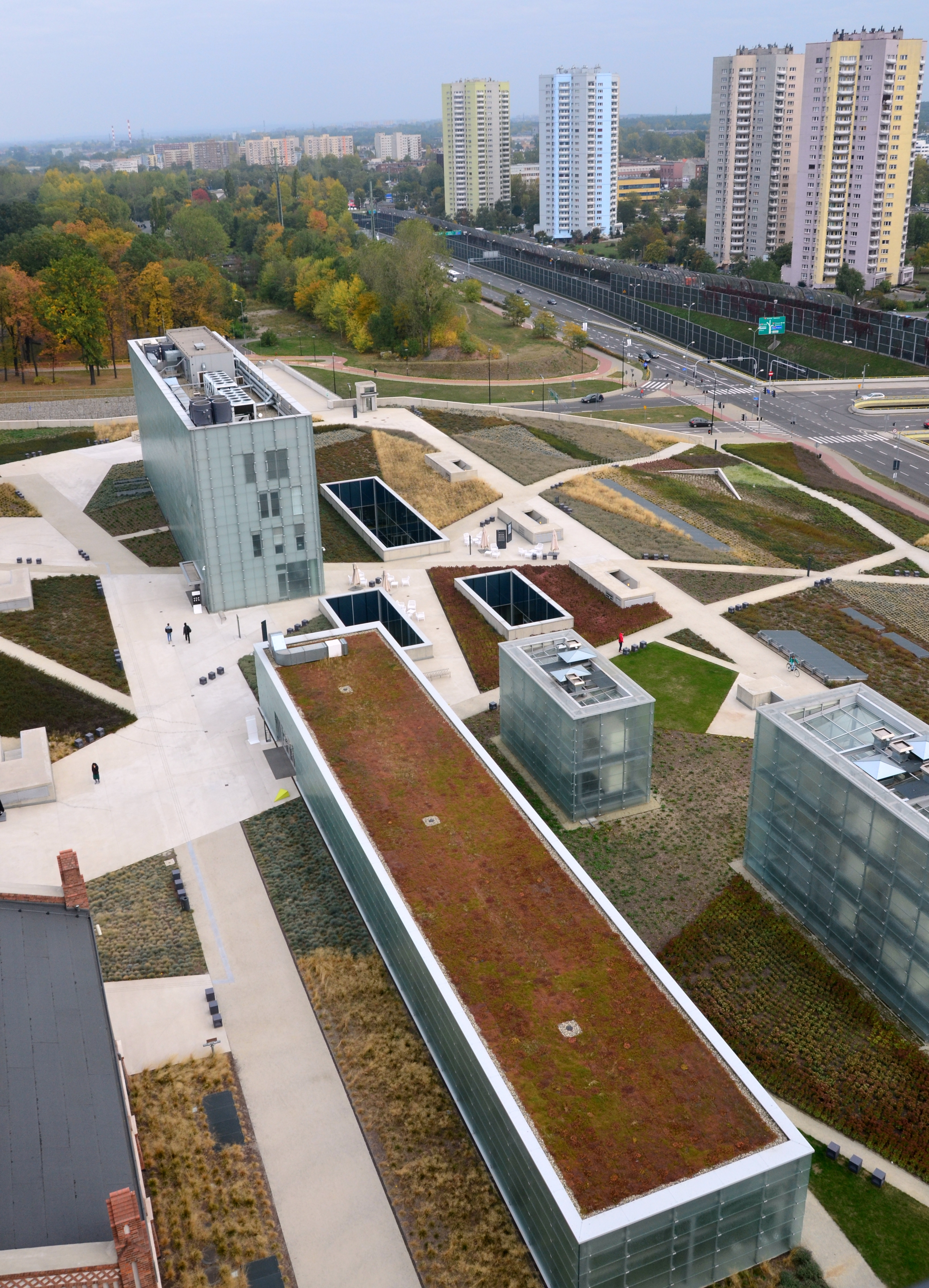
Nowa siedziba muzeum

Nowy kompleks budynków Muzeum Śląskiego, znajdujący się na terenie dawnej Kopalni Węgla Kamiennego „Katowice”, wraz z innymi powstającymi tutaj instytucjami tworzy Strefę Kultury nowe centrum życia kulturalnego miasta. Nowoczesna konstrukcja zaprojektowana przez austriacką pracownię Riegler Riewe Architekten z Grazu, zakłada maksymalne wykorzystanie przestrzeni znajdującej się pod powierzchnią ziemi, a tym samym niewielką ingerencję w poprzemysłowy krajobraz.
Cześć podziemna

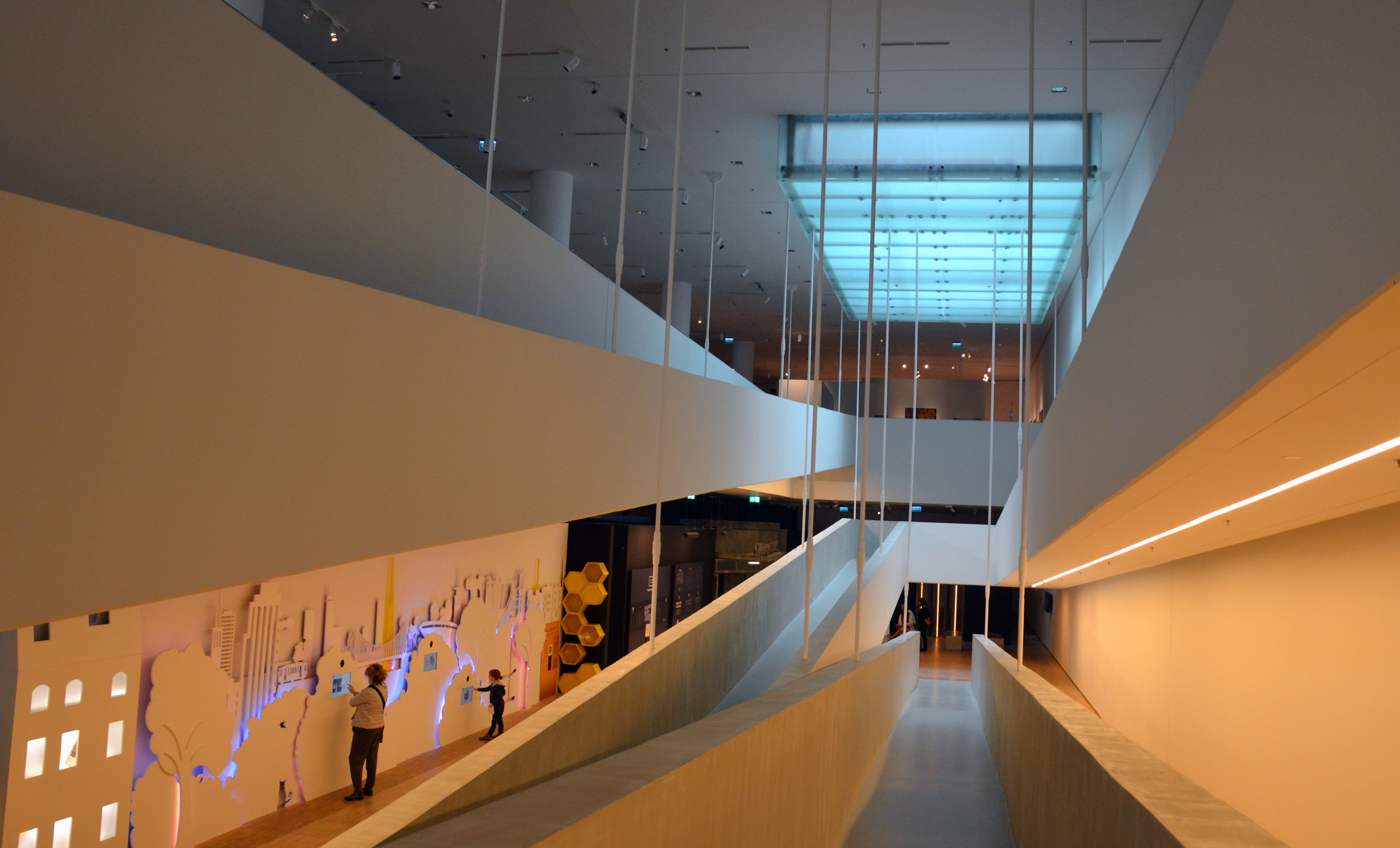
Fragment części podziemnej – dzięki szklanym kostkom na powierzchni, poszczególne pomieszczenia są doświetlane

Główną częścią kompleksu architektonicznego Muzeum Śląskiego stanowi siedmiokondygnacyjny  budynek, w którym aż 3 poziomy znajdują się pod ziemią.
Na kondygnacji P-2 znajduje się galeria sztuki polskiej 1800–1945 i po 1945, galeria plastyki nieprofesjonalnej, natomiast na kondygnacji P-4: Światło historii. Górny Śląsk na przestrzeni dziejów, galeria śląskiej sztuki sakralnej, Laboratorium przestrzeni teatralnych – przeszłość w teraźniejszości oraz ekspozycje czasowe.
Zrewitalizowane pokopalniane obiekty
- Dawny budynek maszynowni, zaadaptowany na kawiarnię/restaurację.
- Magazyn odzieży – obecnie siedziba Centrum Scenografii Polskiej.
- Stolarnia – obecnie przestrzeń edukacyjna Na tropie Tomka.
- Łaźnia główna – obecnie przestrzeń wystawiennicza oraz siedziba działów Archeologii, Historii i Etnografii.

Muzeum Śląskie w liczbach:
- Powierzchnia użytkowa wynosi ponad 25 tys. m², a wystawiennicza 6 tys. m².
- Podziemny, trzykondygnacyjny garaż  posiada aż 232 stanowisk parkingowych.
- Powierzchnie poszczególnych wystaw wynoszą: Galeria sztuki polskiej 1800–1945 (poziom pierwszy P-2), 474 m², Galeria sztuki polskiej po 1945 roku (poziom pierwszy P-2), 1264 m², Galeria plastyki nieprofesjonalnej (poziom pierwszy P-2), 504 m², Światło historii. Górny Śląsk na przestrzeni dziejów (poziom drugi P-4), 1364 m², Galeria śląskiej sztuki sakralnej (poziom drugi P-4), 212 m², Laboratorium przestrzeni teatralnych – przeszłość w teraźniejszości (poziom drugi P-4), 751 m² .

Kalendarium wydarzeń:

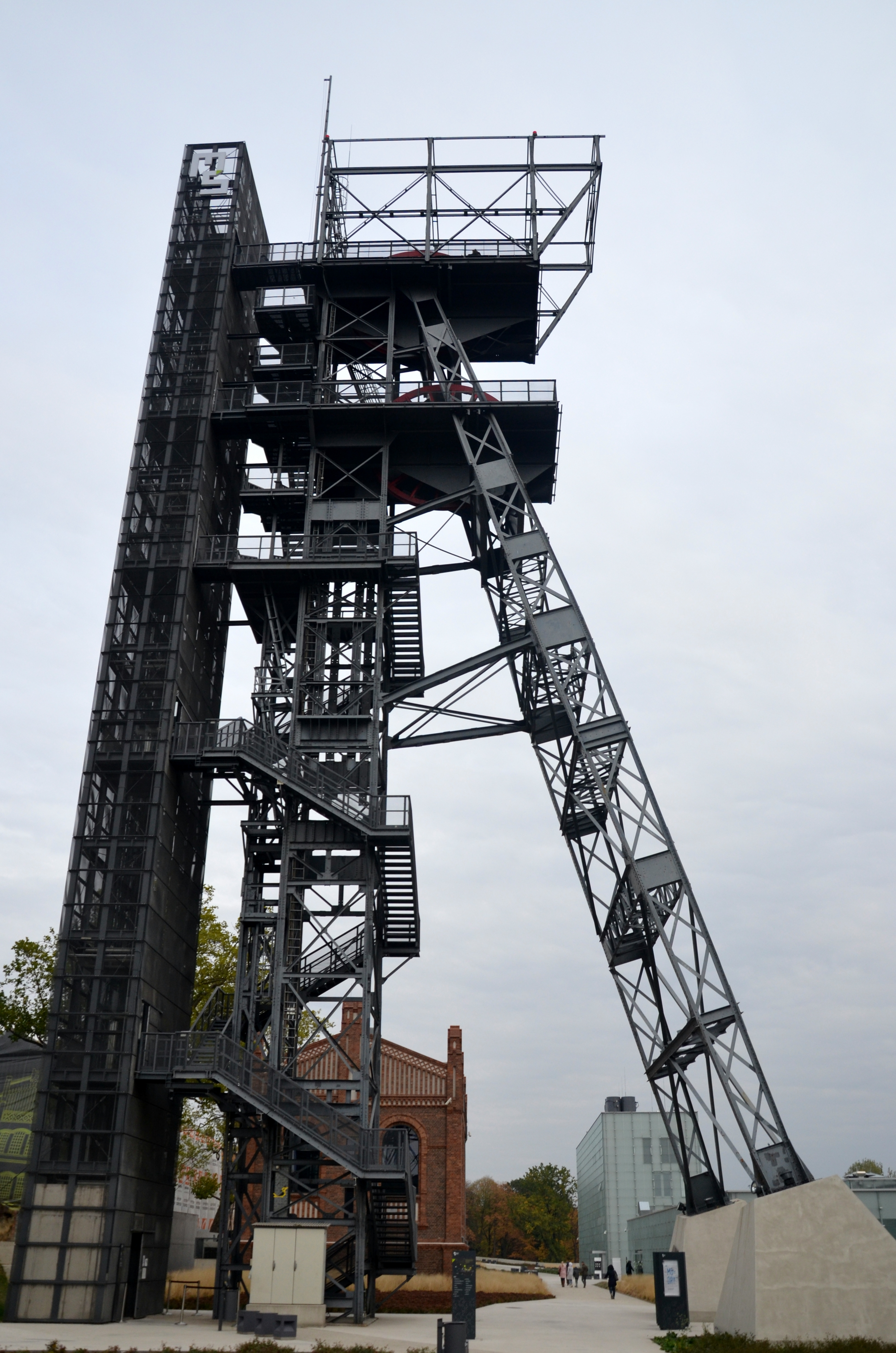
Szyb „Warszawa II” na terenie muzeum

- 6 sierpnia 2004 – podpisano wstępne porozumienie pomiędzy województwem śląskim, miastem Katowice, Katowickim Holdingiem Węglowym S.A., Spółką Restrukturyzacji Kopalń S.A. oraz Muzeum Śląskim w Katowicach. Porozumienie dotyczyło podjęcia wspólnych działań zmierzających do powstania nowego gmachu Muzeum w rejonie KWK „Katowice”. W szczególności za priorytetowe uznano przygotowanie odpowiedniej nieruchomości na nowe muzeum, przez co rozumie się m.in. przeniesienie praw własności terenu w rejonie KWK „Katowice” z Katowickiego Holdingu Węglowego S.A na rzecz Województwa Śląskiego, w zamian za działkę położoną w rejonie ulicy Ceglanej, wcześniej przeznaczoną na budowę nowego gmachu. Miasto Katowice zapewniło z kolei, iż przygotuje niezbędne warunki prawne i planistyczne wymagane przy tym przedsięwzięciu. Te postanowienia znalazły swoje odzwierciedlenie w porozumieniu podpisanym 26 października. KHW S.A. oraz Muzeum Śląskie orzekły w nim, iż dokonują zamiany wyżej wspomnianych działek. Z kolei Spółka Restrukturyzacji Kopalń S.A. zobowiązała się w terminie do 30 czerwca 2005, wyburzyć 3 obiekty na terenie byłej KWK „Katowice” – Kotłowni IV, Kotłowni V i Łaźni 1000. Do końca 2005 wykona zaś badania geologiczne i geofizyczne terenu oraz zlikwiduje skutki płytkiej eksploatacji. Akt notarialny dotyczący zamiany działek podpisano 30 grudnia 2004.
- 5 listopada 2004 – w siedzibie Muzeum Śląskiego prof. Andrzej Rottermund, dyrektor Zamku Królewskiego w Warszawie, poprowadził wykład poświęcony wizji budowy nowego gmachu muzeum. Profesor przedstawił najnowsze światowe tendencje w projektowaniu muzeów oraz w muzealnictwie,
- 16 listopada 2004 – w Bibliotece Śląskiej w Katowicach przedstawiono wizję programowo-użytkową Muzeum Śląskiego na terenie nowej lokalizacji,
- 8 grudnia 2004 – w Urzędzie Marszałkowskim, dyrektor Muzeum Śląskiego dr Lech Szaraniec szczegółowo przedstawił tzw. „Program użytkowy do wykorzystania przy adaptacji obiektów poprzemysłowych byłej kopalni „Katowice” i projektowaniu zespołu pawilonów nowego gmachu Muzeum Śląskiego w Katowicach”. Koreferaty przygotowali prof. dr hab. Zdzisław Żygulski jun., dr hab. Ryszard Skowron, dr Maria Popczyk, Leszek Jodliński, prof. dr hab. M. Fabiański oraz dr inż. arch. Tomasz Taczewski,
- 31 marca 2005 – w gmachu Sejmu Śląskiego ze studentami Politechniki Śląskiej w Gliwicach i Akademii Sztuk Pięknych w Katowicach spotkał się Michał Czarski – marszałek województwa śląskiego. Podczas spotkania studenci przedstawili cztery bardzo ciekawe wizje architektonicznego i przestrzennego zagospodarowania terenu byłej KWK „Katowice”. Zapowiedziano wydanie zaprezentowanych projektów w formie publikacji książkowej,
- 16 czerwca 2005 – w sali Miejskiego Domu Kultury w Katowicach – Bogucicach odbyło się symboliczne przekazanie terenów byłej KWK „Katowice” Muzeum Śląskiemu. Podczas „Ostatniej szychty” bogucickiej braci górniczej, jak nazwano uroczystość, weterani kopalni wraz z pracownikami Muzeum Śląskiego opowiedzieli o skomplikowanych losach obu instytucji. Przedstawicielom muzeum wręczono górnicze szpady, a na zakończenie wieczoru swój program zaprezentowały miejscowe grupy folklorystyczne. Uroczystość zorganizowano w ramach XV Festynu Bogucickiego, który odbył się w dniach od 16 do 19 czerwca w Parku Miejskim w Katowicach Bogucicach. Dla upamiętnienia uroczystości Poczta Polska w Katowicach wydała stempel i pocztówkę okolicznościową,
- 30 czerwca 2005 – Zarząd Województwa Śląskiego ogłosił „Konkurs na wykonanie koncepcji funkcjonalnej i przestrzennej Nowego Muzeum Śląskiego”. Na potrzeby nowej siedziby Muzeum Śląskiego zostaną zaadaptowane niektóre zabudowania byłej KWK „Katowice” pochodzące z przełomu XIX i XX wieku, w tym szyb „Bartosz”. Będzie można w nich zobaczyć m.in. kopalniane maszyny i urządzenia. Natomiast nowe pawilony muzealne mają umożliwić eksponowanie i magazynowanie bardzo licznych zbiorów placówki gromadzonych przez poszczególne działy muzeum od momentu restytucji (jest to ponad 75 tys. eksponatów),
- 16 maja 2009 – w kopalni odbyła się 5 edycja Nocy w Muzeum,
- marzec 2011 – początek pierwszych prac przy budowie siedziby[4][5],
- luty 2010 – otrzymanie decyzji Ministra Kultury i Dziedzictwa Narodowego o przyznaniu dofinansowania dla projektu w wysokości 2,3 mln zł,
- kwiecień 2010 – ogłoszenie przetargu ograniczonego na wybór generalnego wykonawcy robót,
- grudzień 2010 – ogłoszenie wyboru najkorzystniejszej oferty na wybór generalnego wykonawcy, którym zostało polsko-hiszpańskie konsorcjum firm Budimex S.A. z Warszawy i Ferrovial Agroman S.A. z Madrytu,
- grudzień 2010  – ogłoszenie przetargu nieograniczonego na I etap robót przygotowawczych pod budowę nowego Muzeum Śląskiego,
- 25 marca 2011 – zapadła decyzja o przyznaniu na inwestycję środków unijnych[6],
- przełom czerwca i lipca 2011 – początek prac nad wznoszeniem nowego muzeum[7],
- 5 lipca 2012 – przekazanie Wykonawcy Placu Budowy oraz uroczyste „wbicie łopaty” na terenie budowy nowej siedziby Muzeum Śląskiego,
- październik 2012 – wyłonienie w ramach postępowania konkursowego autora scenariusza wystawy stałej poświęconej historii Górnego Śląska,
- 2014 – zakończenie robót, procedury odbiorcze wydanie Świadectwa Przejęcia robót,
- 2014–2015 – urządzanie wystaw stałych w nowym gmachu,
- 27 czerwca 2015 – otwarcie nowego gmachu,
- 20 maja 2017 – otwarcie zrewitalizowanego budynku stolarni,
- 9 września 2017 – otwarcie zrewitalizowanego budynku łaźni głównej.

## Odznaczenia
- 31 stycznia 2019 placówkę odznaczono Złotym Medalem „Zasłużony Kulturze Gloria Artis”, podczas uroczystości z okazji 90-lecia istnienia muzeum[8]

## Dyrektorzy
- Tadeusz Dobrowolski (1924–1939)
- Lech Szaraniec (1984–2008)[9]
- Leszek Jodliński (2008–2013)

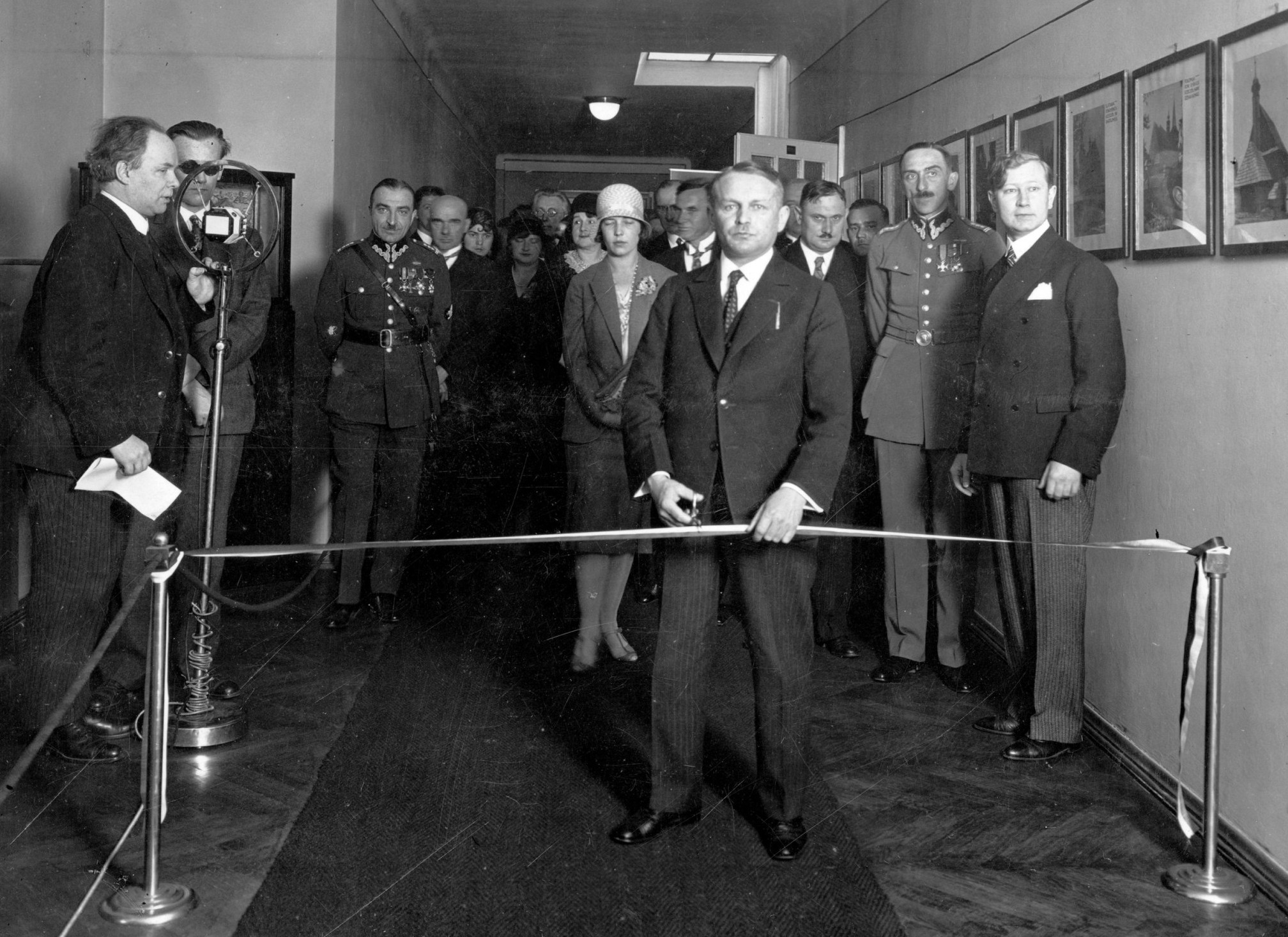
Przecinanie wstęgi przez wojewodę śląskiego dr Michała Grażyńskiego, widoczny również dyrektor muzeum Tadeusz Dobrowolski.

- Dominik Abłamowicz (p.o., 2013–2014)
- Alicja Knast (2014–2020)
- Marcin Gwoździewicz (p.o., 2020–2021)
- Karol Makles (p.o., 2021)
- Maria Czarnecka (2021–2024)[10]
- Karol Makles (p.o., 2024–2025)[11]
- Iwona Mohl (p.o., 2025)[11]
- Łukasz Galusek (od 2025)

## Działalność komercyjna
Muzeum Śląskie w Katowicach poza swoją działalnością statutową, mającą na celu ochronę i propagowanie dziedzictwa kulturowego, prowadzi działania o charakterze komercyjnym. środki uzyskane z tej działalności pomagają wesprzeć budżet instytucji, a tym samym pozwalają utrzymać na odpowiednim poziomie jej działalność wystawienniczą, wydawniczą, naukową i edukacyjną (zgodnie z artykułem 9 Ustawy o muzeach z dnia 21 listopada 1996 r. – Dz.U. z 1997 r. nr 5, poz. 24). W ofercie muzeum znajdują się usługi heraldyczne (rekonstrukcja herbów miast i herbów rodowych na podst. danych historycznych), konserwatorskie, konsultacje historyczne i szeroka gama wydawnictw i upominków związanych z regionem i działalnością muzeum po możliwość wynajmu sal na szkolenia.

## Części muzeum

### Dział Sztuki
Dział sprawuje pieczę nad kolekcją dzieł malarstwa polskiego, która jest jedną z bardziej, pod względem specyfiki zbiorów, rozbudowanych kolekcji muzeum. Oprócz obejmującego ponad 2 tys. obiektów zbioru grafiki polskiej i europejskiej, do którego należą pojedyncze ryciny grafików takiej miary, jak Albrecht Dürer, Rembrandt Haermensz van Rijn czy Giovanni Battista Piranesi. Dział zajmuje się także poszerzaniem licznego zbioru plakatów filmowych, teatralnych i okolicznościowych, autorstwa czołowych polskich reprezentantów tej dziedziny sztuki, takich jak Franciszek Starowieyski, Waldemar Świerzy, Henryk Tomaszewski, Eryk Lipiński, Jan Młodożeniec.

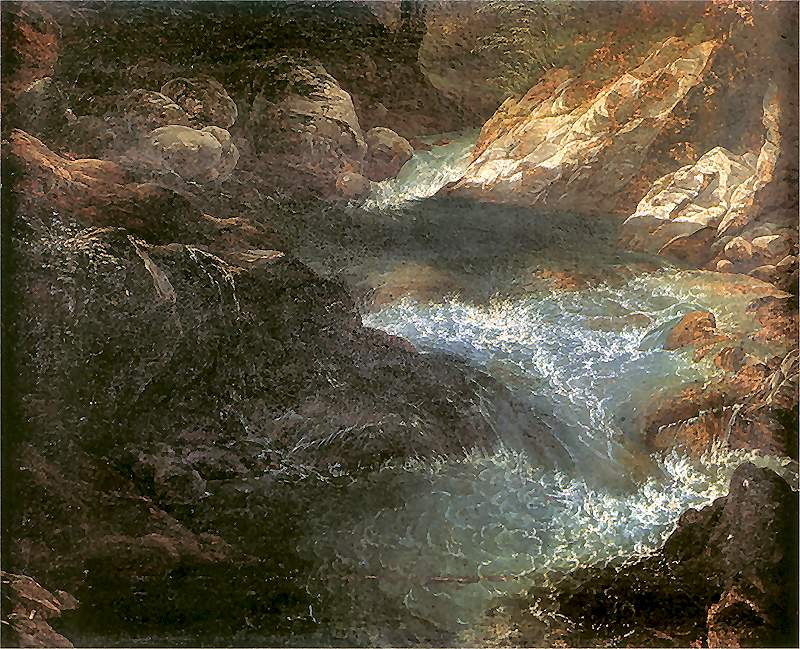
Potok górski, Jan Nepomucen Głowacki
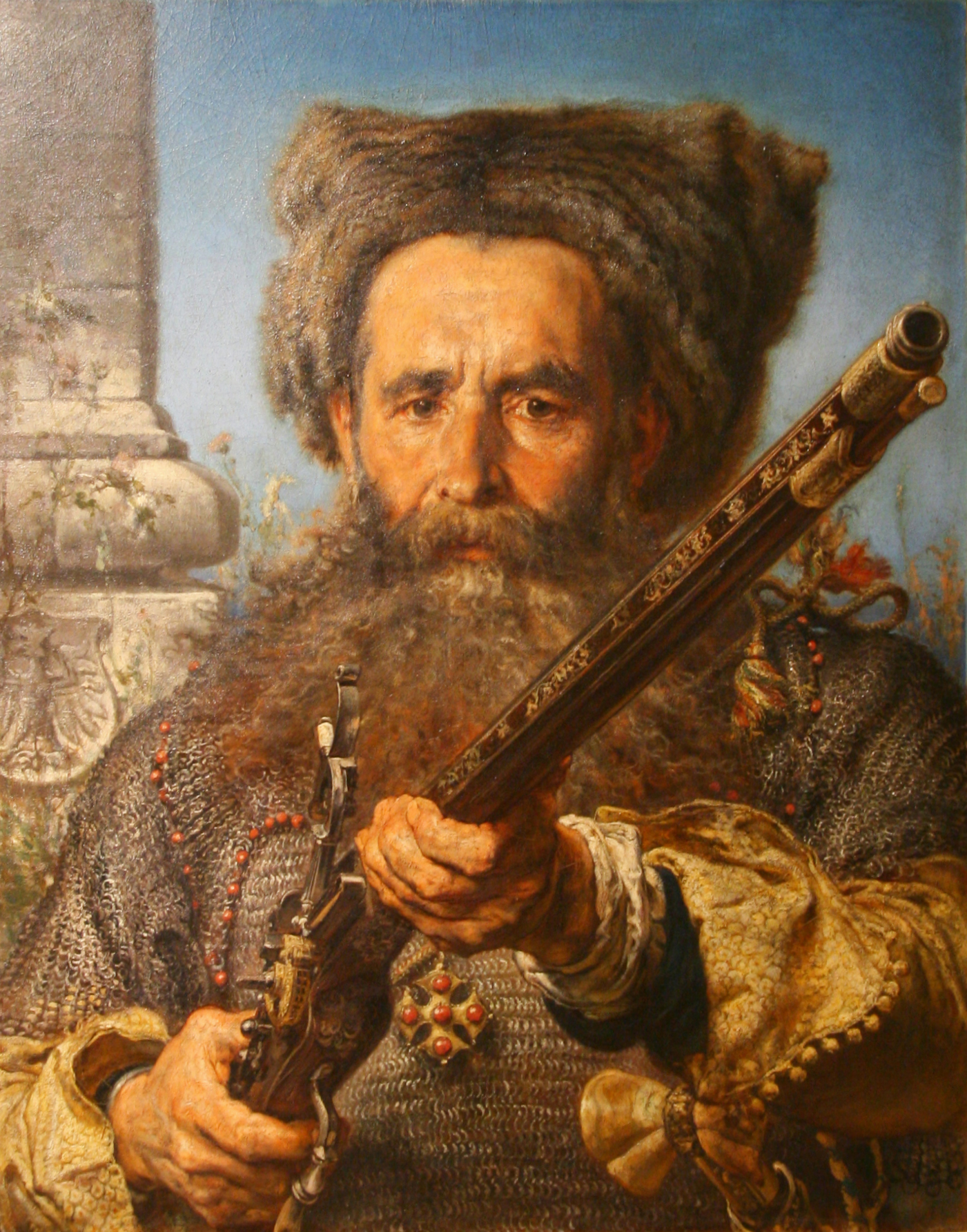
Portret hetmana Ostafija Daszkiewicza, Jan Matejko
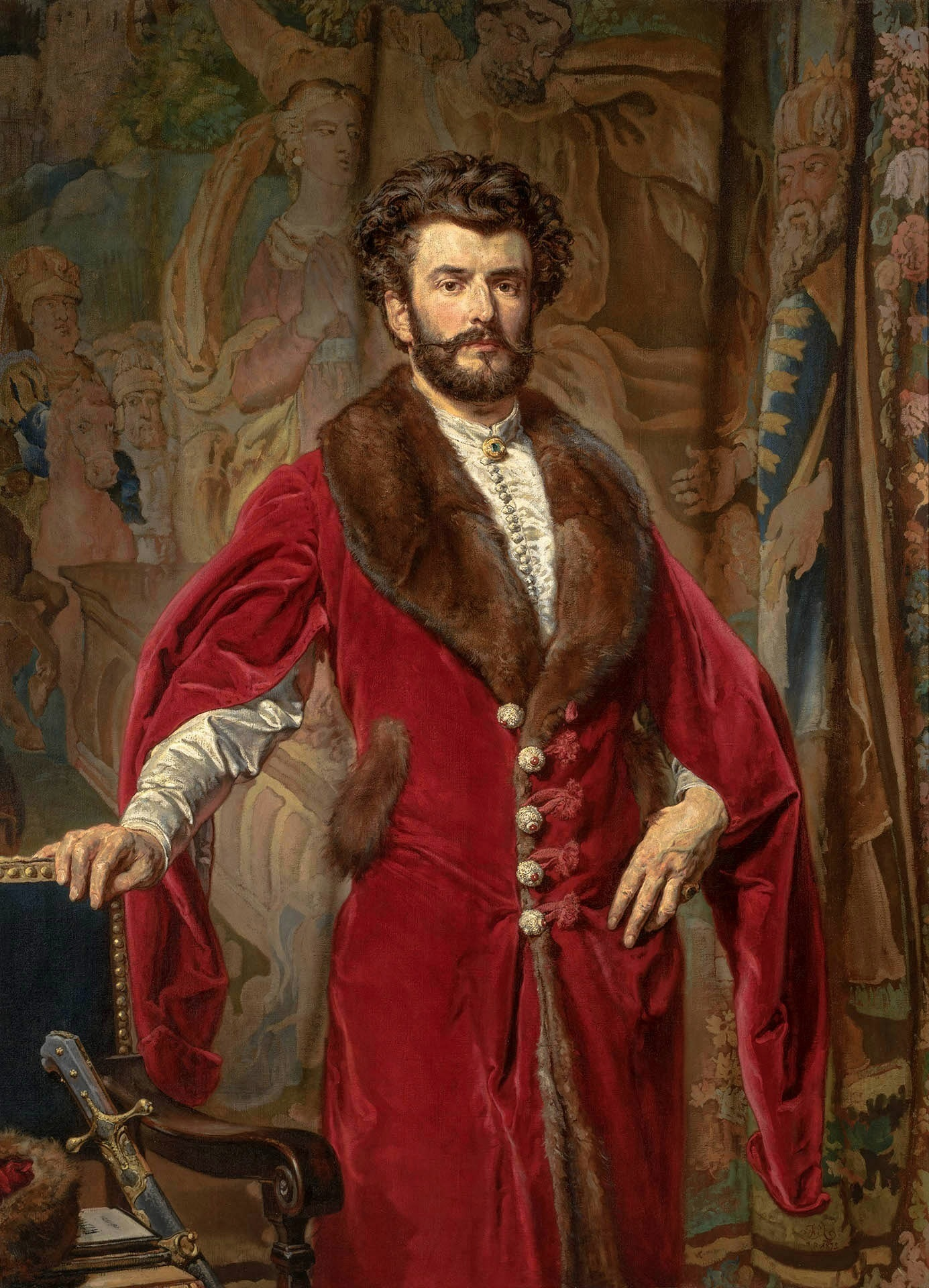
Józef Ciechoński, Jan Matejko
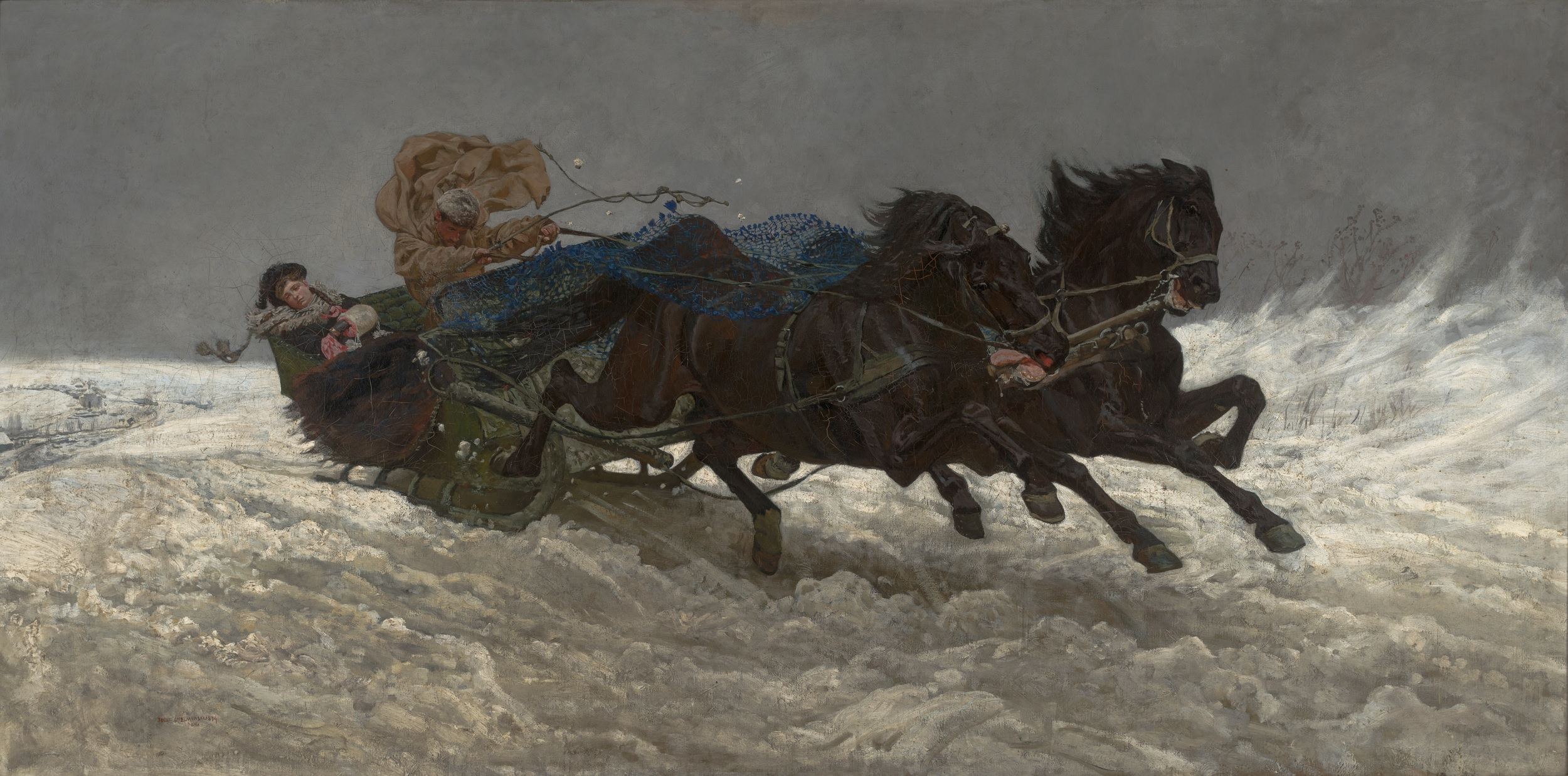
Powrót z balu, Józef Chełmoński
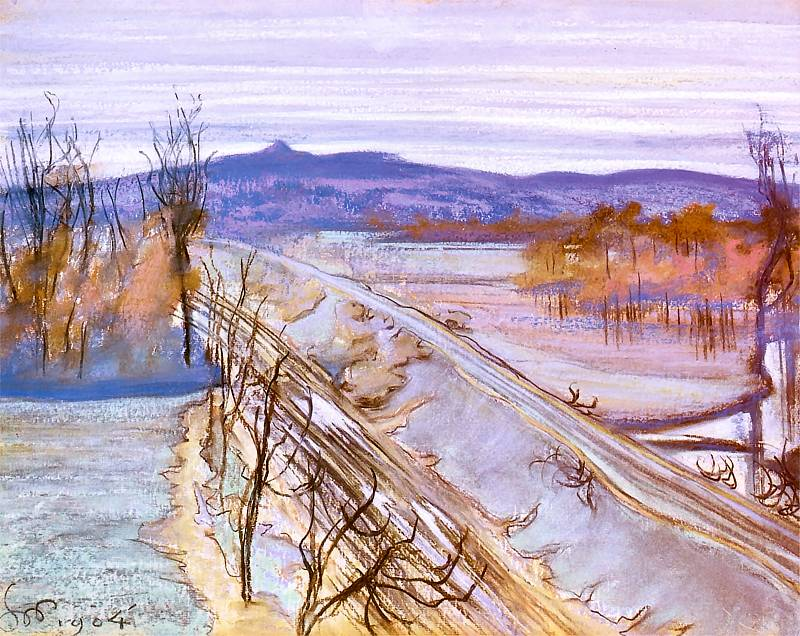
Widok z okna pracowni na Kopiec Kościuszki, Stanisław Wyspiański
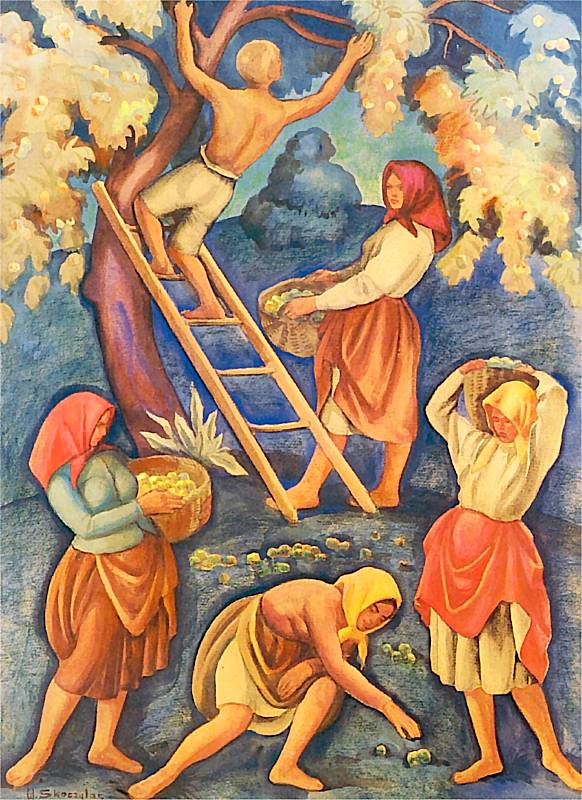
Owocobranie, Władysław Skoczylas
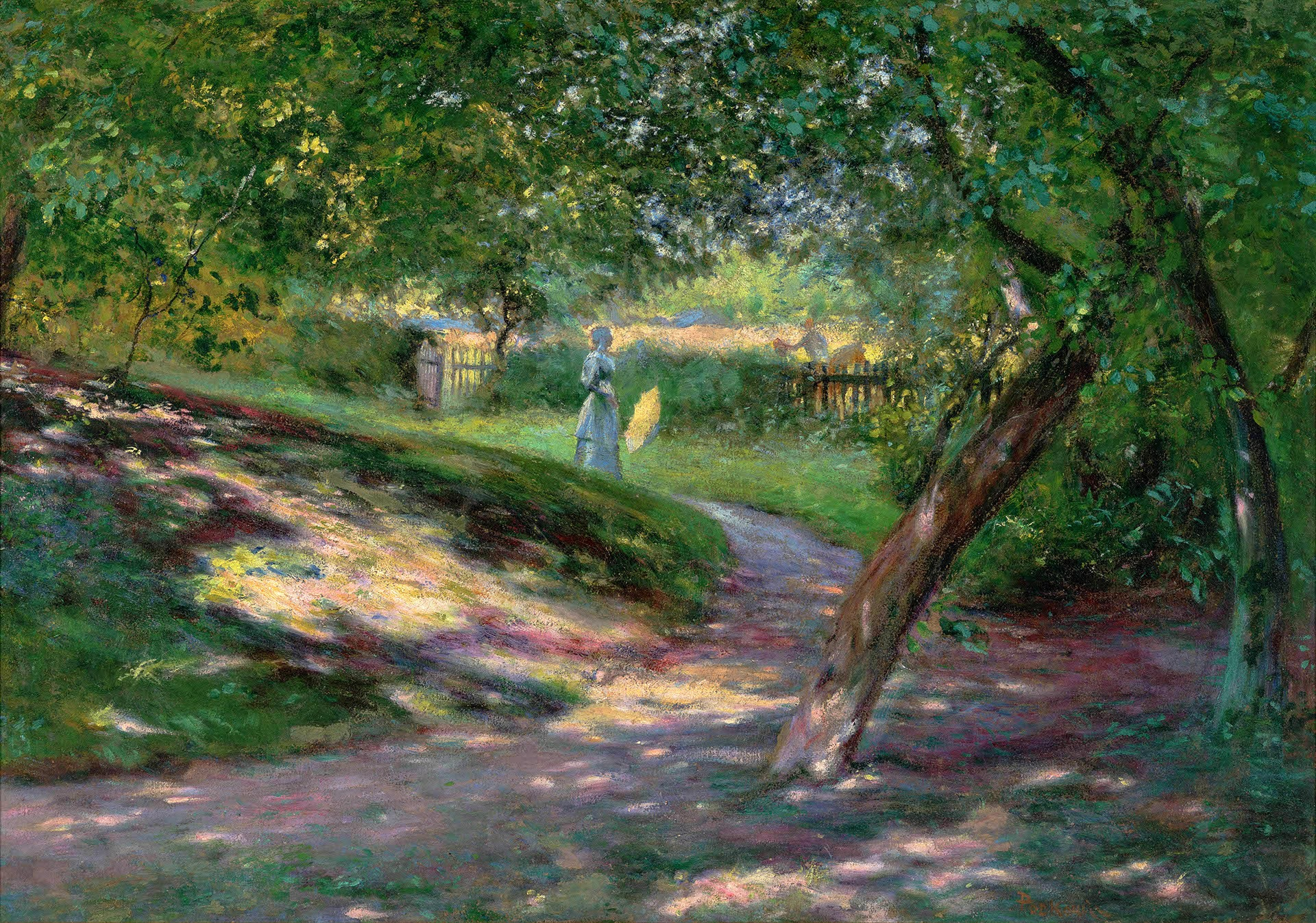
W ogrodzie, Władysław Podkowiński
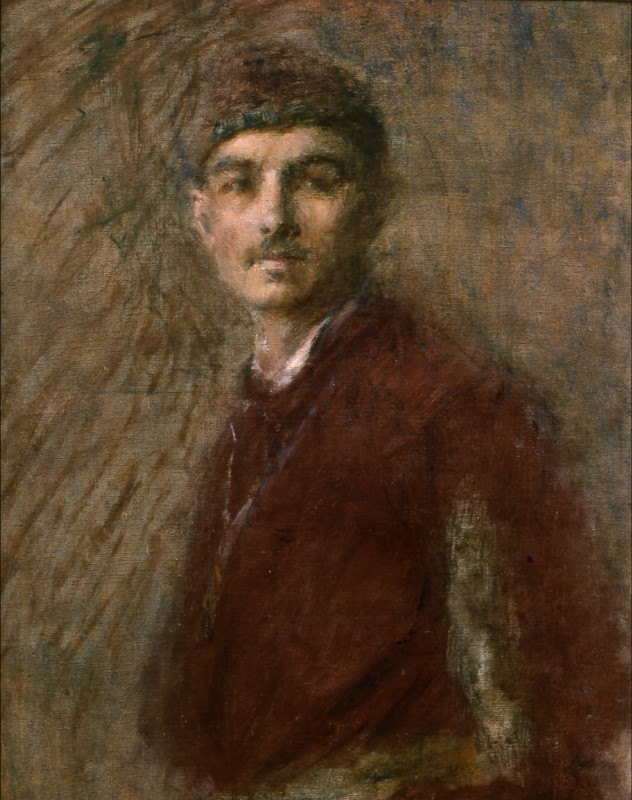
Autoportret, Władysław Podkowiński
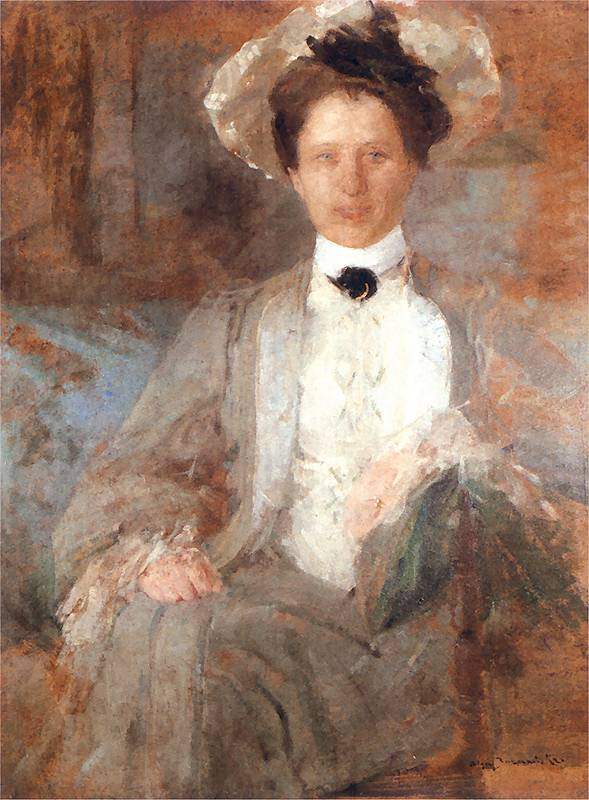
Portret pani w białym kapeluszu, Olga Boznańska
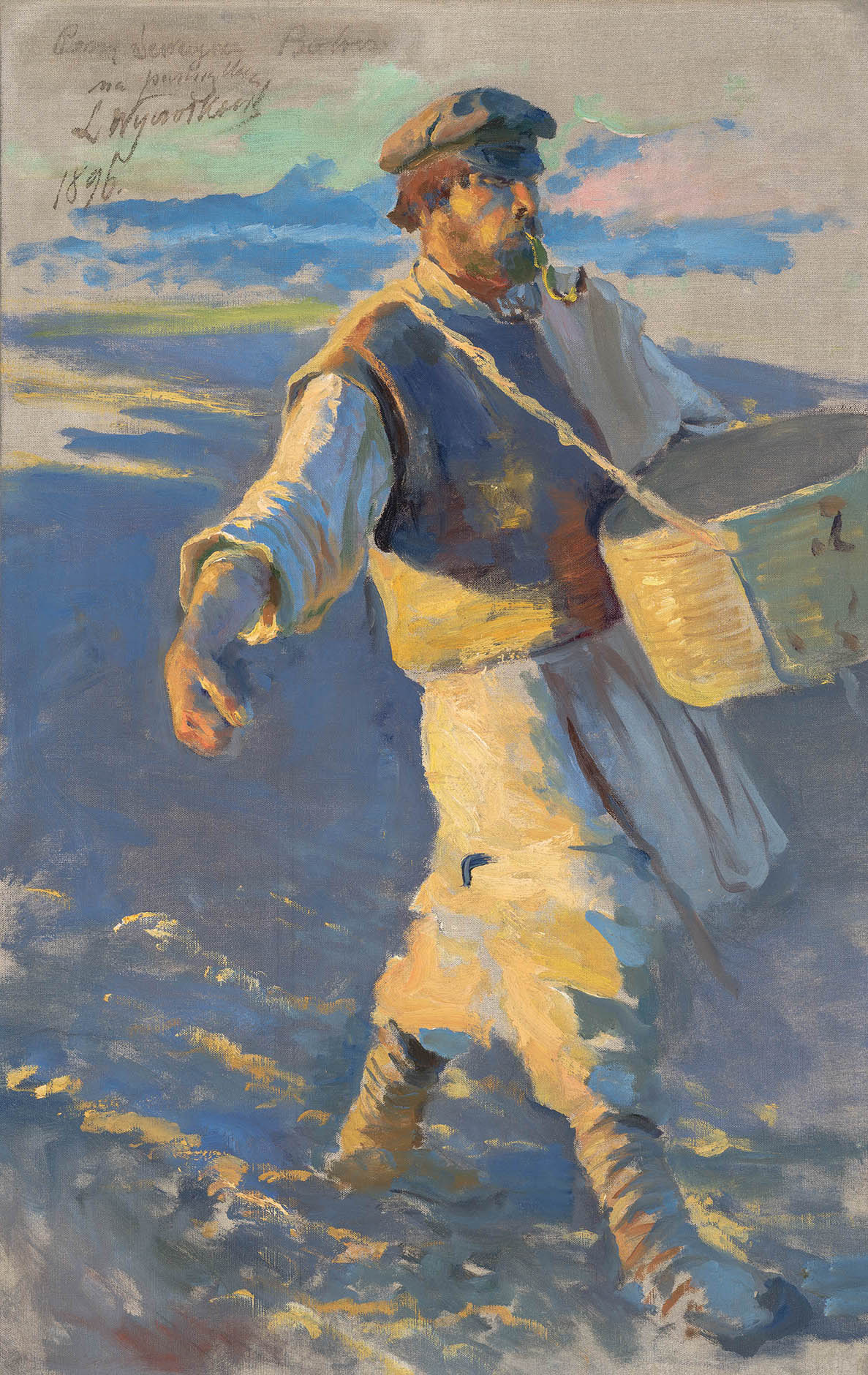
Siewca, Leon Wyczółkowski
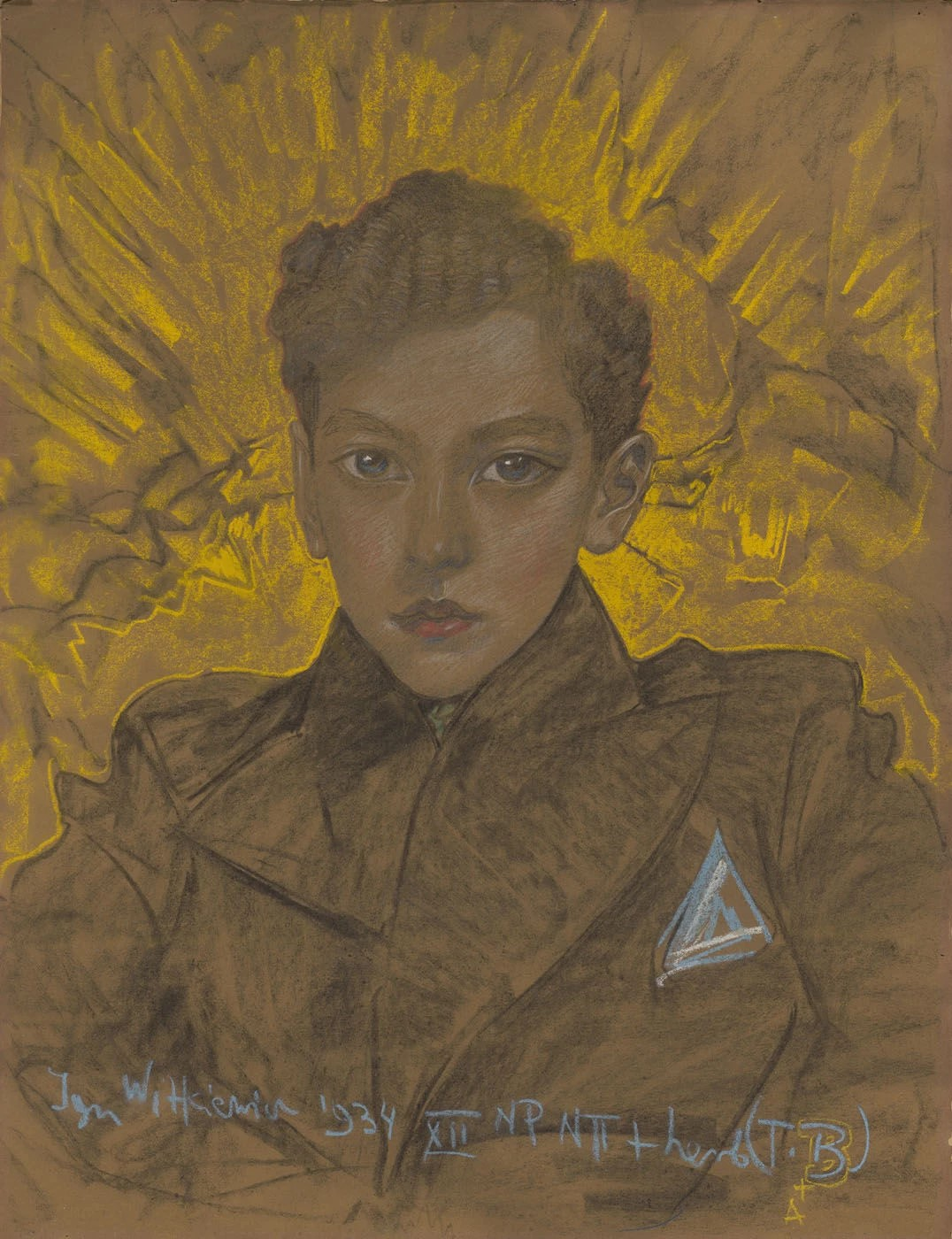
Portret chłopca, Stanisław Ignacy Witkiewicz
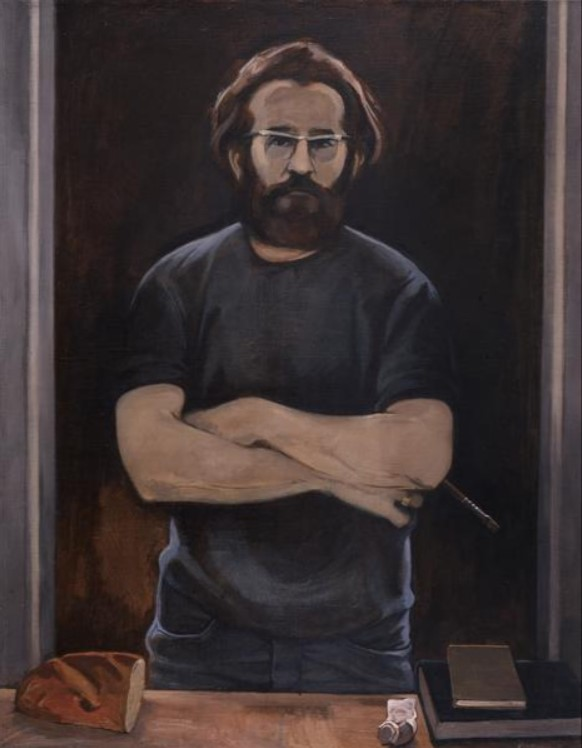
Autoportret z chlebem, Maciej Bieniasz

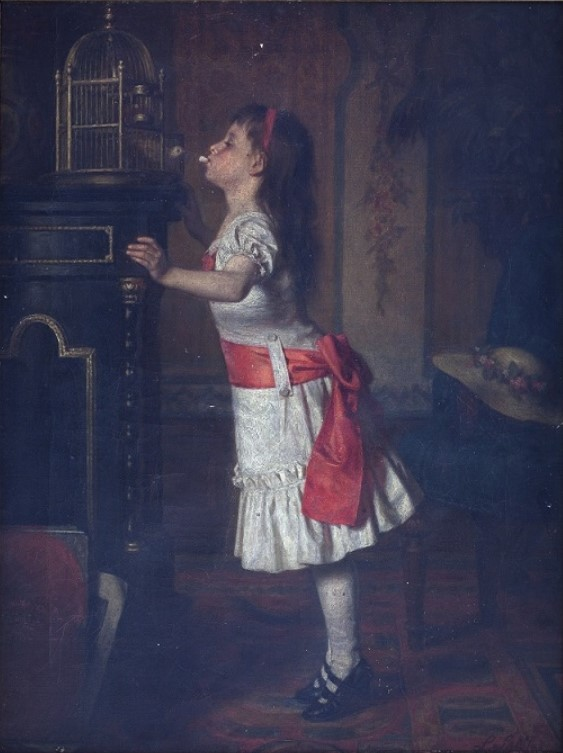
Leopold Löffler – Dziewczynka z kanarkiem (Zaginiony w czasie II wojny światowej odzyskany ze zbiorów prywatnych w 2015)

### Dział Plastyki Nieprofesjonalnej
Dział zajmuje się badaniem niezawodowych środowisk twórczych, których celem jest animacja amatorskiego ruchu plastycznego oraz przybliżenie ciekawych i oryginalnych współcześnie tworzących artystów. Ma to szczególne znaczenie w przypadku zjawiska tak charakterystycznego i wyjątkowego na skalę światową, jak amatorski ruch plastyczny na Górnym Śląsku. Kolekcja muzealna ilustruje oryginalność i specyfikę sztuki nieprofesjonalnej na Śląsku, przede wszystkim w szerokim kontekście kulturowym i tożsamościowym, ale także z punktu widzenia estetycznego i artystycznego. Zbiory nie ograniczają się jednak wyłącznie do twórców śląskich – zawierają również prace ciekawych artystów z innych regionów Polski, na przykład Stanisława Zagajewskiego, Eugeniusza Brożka, Franciszka Adamika czy Włodzimierza Czerwy. Prace twórców prezentowane są w „Galerii plastyki nieprofesjonalnej”.

### Dział Fotografii
W zbiorach Działu znajduje się kolekcja licząca ponad 35 000 zdjęć (datowanych począwszy od połowy XIX wieku, w tym najstarsze dagerotypy, do czasów współczesnych), z czego blisko 12 500 to fotografie archiwalne: zdjęcia pozytywowe (8500) oraz negatywy szklane i celuloidowe (4000). Obecnie całość tworzy fototekę związaną nie tylko ze Śląskiem, jednak przede wszystkim skupia się na skomplikowanych losach rodzin śląskich, ich wielokulturowości wynikłej zarówno z historycznych przemian, jak i związanych z nimi migracji. Ukazuje rozwój i historyczne znaczenie Śląska w skali dziejów Europy, jego wartość gospodarczą, a także degradację środowiska naturalnego. Zasób dzieli się na kilka kolekcji tematycznych. Są wśród nich zdjęcia dokumentujące wydarzenia obyczajowe, społeczne i historyczne, począwszy od I wojny światowej, poprzez powstania i plebiscyt na Górnym Śląsku, do przemian ustrojowych w Polsce w latach 80. XX wieku, ukazuje przemiany cywilizacyjne i kulturowe ludności zamieszkującej ten region, fotografie etnograficzne oraz architektoniczno-urbanistyczne. Ciekawy zespół tworzą fotografie portretowe, najstarsze datowane na ok. 1850 przedstawiające ludzi z różnych terenów dawnej Polski, fotografowanych w najstarszych zakładach fotograficznych działających na naszych ziemiach.

### Dział Etnologii
Dział zajmuje się dokumentacją kultury ludowej, plebejskiej i mieszczańskiej Górnego Śląska oraz terenów sąsiednich. Jego zbiory liczą ponad 7 tysięcy obiektów. Zdecydowana większość zabytków pochodzi z okresu od połowy XIX do II połowy XX wieku. Najstarsze eksponaty to XVII. wieczny obraz olejny na płótnie Matka Boska Różańcowa, srebrne spinki oraz guzy jabłonkowskie datowane na przełom XVII i XVIII wieku, haftowana chusta opolska, formy piernikarskie oraz malowane szafy śląskie pochodzące z XVIII wieku. W zbiorach Działu Etnologii znajdują się m.in.: stroje ludowe, jubilerskie wyroby cieszyńskie (ponad 400 obiektów), kostiumy, maski i rekwizyty obrzędowe, wyroby rękodzieła huculskiego, meble, sprzęty i narzędzia gospodarstwa domowego, przedmioty zdobnictwa wnętrz oraz różnego rodzaju pamiątki, przedmioty ilustrujące kulturę miejską, dewocjonalia, zabawki. Poza wymienionymi kolekcjami w zbiorach Działu Etnologii znajduje się wiele innych przedmiotów ilustrujących życie społeczne, duchowe i materialne mieszkańców Górnego Śląska oraz terenów sąsiednich.

### Dział Historii
Dział zgromadził zróżnicowaną tematycznie kolekcję ponad 6 tysięcy obiektów. Najstarsze eksponaty pochodzą z XVII wieku. Są to dokumenty pergaminowe, spisane w języku niemieckim i łacińskim, z przywieszonymi doń pieczęciami woskowymi.
Zbiory działu można podzielić na kolekcje:
- Silesiana – są to dokumenty, plakaty, broszurki, pocztówki propagandowe, a także bogaty zbiór górnośląskich notgeldów (banknotów zastępczych) z lat 1917–1922;
- Pocztówki z ikonografią śląskich miast i miejscowości oraz górnośląskich zakładów przemysłowych;
- Lwowiana – liczący kilkaset egzemplarzy zbiór plakatów teatralnych z lat 1919–1939 Rzemieślniczego Stowarzyszenia „Gwiazda" z Łyczakowa, metryki z XVIII, XIX i XX wieku opatrzone pieczęciami opłatkowymi parafii różnych wyznań Galicji Wschodniej, świadectwa szkolne, świadectwa czeladnicze;
- Zbiór falerystyczny zawierający odznaczenia państwowe z czasów II RP i późniejszych;
- Militaria – kolekcję tworzy broń z XIX–XX wieku – biała, w tym szable pamiątkowe z 75 Pułku Piechoty i 23 Pułku Artylerii Lekkiej oraz palna. Z egzemplarzy dziewiętnastowiecznych na uwagę zasługuje rewolwer z wrocławskiej rusznikarni S. Goldbergera i karabin Dreyse model 1841;
- Kolekcja kartograficzna – mapy Śląska z XVI–XVIII wieku, mapy sztabowe, mapy nadań pól górniczych, plany miast oraz w pełni sprawne wyposażenie katowickiej drukarni należącej ongiś do Jana Eichhorna.

W ramach Działu funkcjonują dwie pracownie: Pracownia Powstań Śląskich oraz Pracownia Przemysłu Śląskiego.
Pracownia Powstań Śląskich zajmuje się badaniem materiałów dotyczących powstań śląskich. Na podstawie zbiorów powstańczych przekazanych przez Archiwum Józefa Piłsudskiego w Nowym Jorku, zasobów Centralnego Archiwum Wojskowego w Warszawie-Rembertowie i zespołów akt znajdujących się w Archiwach Państwowych ustala liczbę zweryfikowanych uczestników powstań śląskich, skład poszczególnych jednostek. Opracowuje też skomplikowane struktury organizacyjne Naczelnej Komendy Wojsk Powstańczych i rozmaitych zgrupowań i oddziałów. Efektem są referaty konferencyjne, artykuły i książki, np. Organizacja i ewidencja personalna 1. Pułku Strzelców Bytomskich oraz Baonu Szturmowego Bytomskiego (styczeń–kwiecień 1921). Finałem prac będzie wielotomowa edycja materiałów źródłowych.
Pracownia Przemysłu Śląskiego gromadzi zabytki przemysłowe i bada rozmaite aspekty dziejów górnośląskiego przemysłu, od zagadnień technicznych i wdrażania nowych rozwiązań po rodzaje produkcji, rynki zbytu czy organizację. Efektem prac ma być stała wystawa poświęcona historii przemysłu śląskiego w zrewitalizowanych zabudowaniach dawnej kopalni „Katowice” i towarzyszące jej wydawnictwa.

### Dział Archeologii
Dział Archeologii restytuowanego Muzeum Śląskiego w Katowicach historycznie i programowo nawiązuje do Działu Prahistorii w przedwojennym Muzeum Śląskim, którego zadaniem było zbieranie zabytków obrazujących pradzieje Śląska w granicach ówczesnego województwa śląskiego i pokazanie ich na tle pozostałych ziem polskich. Oprócz licznych prac wykopaliskowych pracownicy działu prowadzą nadzory archeologiczne przy inwestycjach, koordynują badania archeologiczne wyprzedzające budowę autostrad w województwie śląskim oraz przyjmują materiały przekazywane decyzją administracyjną przez Wojewódzkiego Konserwatora Zabytków w Katowicach. W ramach działu funkcjonuje Pracownia Bioarcheologii.

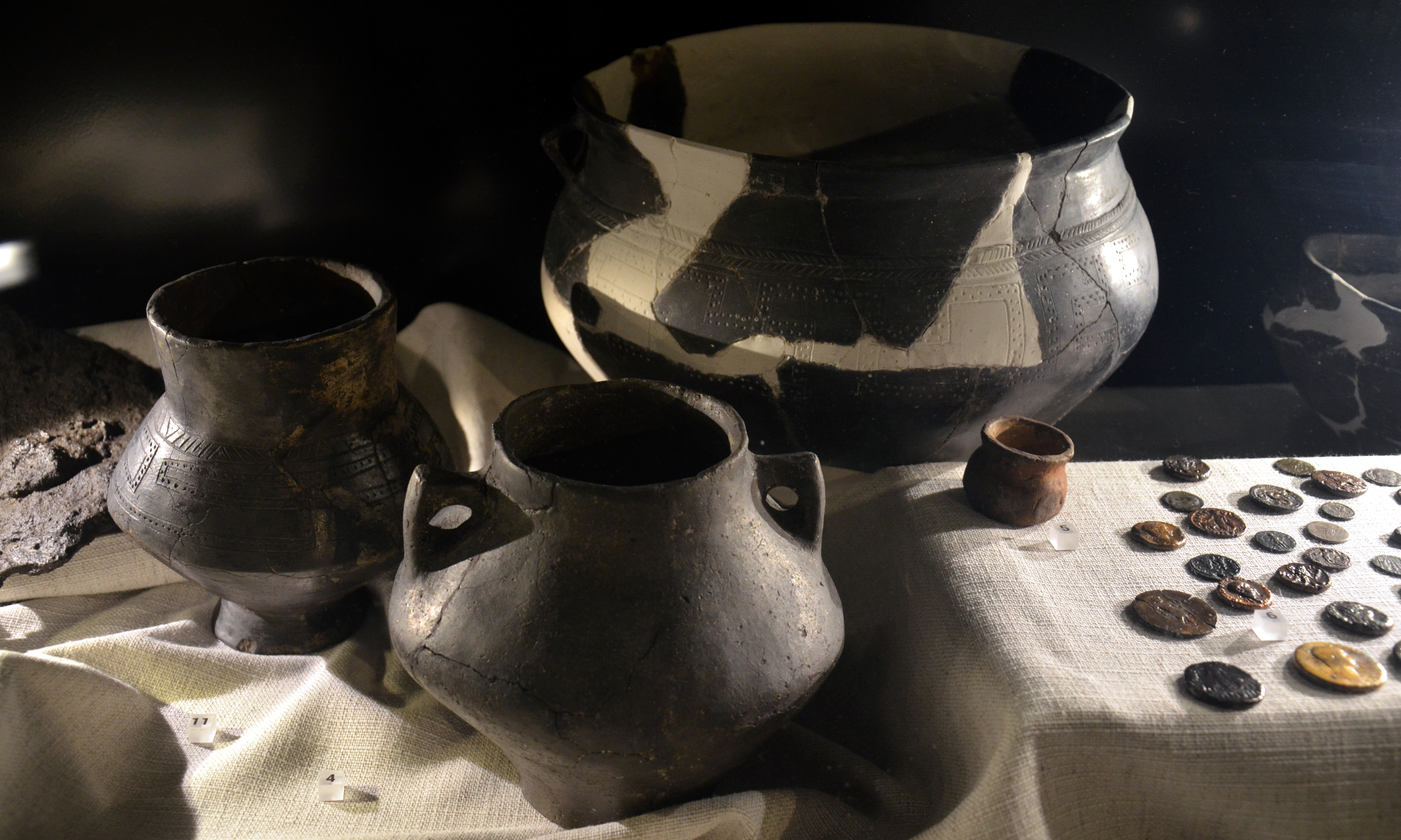
Kultura przeworska, wystawa

W Dziale Archeologii zgromadzono ponad 40 000 muzealiów z ponad 60 stanowisk, w większości z terenów województwa śląskiego i dawnego województwa katowickiego. Wśród nich znajdują się materiały z badań wykopaliskowych prowadzonych przez pracowników działu na osadzie kultury lendzielskiej i kultury pucharów lejkowatych.

### Dział Edukacji
Od momentu restytucji w 1984 Muzeum Śląskie w Katowicach prowadzi bardzo różnorodną działalność edukacyjną. W jej zakres wchodzą liczne zajęcia ukierunkowane na edukację przez sztukę, realizowane w formie lekcji i warsztatów dla dzieci i młodzieży oraz wykładów dla odbiorców dorosłych. Dział Edukacji prowadzi też edukację regionalną, obejmującą wszystkie grupy wiekowe. Punktem wyjścia działań edukacyjnych są nie tylko wystawy stałe i czasowe organizowane w muzeum, ale też misja propagowania szeroko rozumianego dziedzictwa kulturowego i historycznego. Prace związane z organizacją działań edukacyjnych obejmują współpracę ze szkołami, bibliotekami, stowarzyszeniami, komórkami obsługującymi placówki oświatowe oraz indywidualne konsultacje z nauczycielami.
Dział Edukacji prowadzi też działania, których celem jest uczynienie z muzeum miejsca przyjaznego dla osób niepełnosprawnych, ze szczególnym uwzględnieniem niewidomych i niedowidzących. W muzeum odbywają się zajęcia dla dzieci z dysfunkcjami intelektualnymi, autyzmem, wykluczonych społecznie. Ważna jest stała współpraca ze szkołami specjalnymi, świetlicami środowiskowymi oraz bieżące konsultacje z organizacjami działającymi na rzecz środowisk wykluczonych.
Praca Działu Edukacji zyskała uznanie jury Konkursu Marszałka Województwa Śląskiego za Wydarzenie Muzealne Roku 2010 zdobywając nagrody w kategorii dokonań z zakresu inicjatyw edukacyjnych i popularyzacji dziedzictwa kulturowego:
- nagrodę główną za projekty „Czym jest obraz?” i „Sztuka przez dotyk” przybliżające galerie malarstwa polskiego osobom niewidomym i niedowidzącym.
- wyróżnienie za projekt edukacyjny „O Śląsku po ślonsku. Lekcje śląskiej mowy”.

### Dział Komunikacji Wizualnej i Wydawnictw
Oferta wydawnicza Muzeum Śląskiego obejmuje różne publikacje, nie tylko związane z podstawową działalnością muzealną. Oprócz katalogów wystaw Muzeum wydaje książki naukowe i popularnonaukowe z dziedziny historii i teorii sztuki, kulturoznawstwa, archeologii, etnografii, historii i kultury Śląska, sztuki nieprofesjonalnej, architektury, literatury i inne. Jednym z ważniejszych zadań jest także publikowanie katalogów prezentujących własne kolekcje. Wydawnictwa Muzeum Śląskiego można nabyć w sklepie internetowym oraz w Magazynie Kulturalnym, księgarni Muzeum Śląskiego.

### Centrum Scenografii Polskiej, Oddział Muzeum Śląskiego
Centrum zajmuje się przestrzenią teatru w jej niezliczonych kontekstach społecznych, kulturowych i formalnych – działa na pograniczu teatru, filmu, architektury, szeroko pojętych sztuk plastycznych i widowiskowych.  Głównym jego celem jest zachowanie oraz popularyzacja dorobku scenograficznego w formie projektów, zdjęć, makiet, kostiumów, materiałów audio i wideo. Instytucja nie zapomina też o realizacjach współczesnych w kontekście upływającego czasu, uczestniczy również w krajowych i międzynarodowych projektach edukacyjnych, artystycznych i badawczych, wykraczających poza działalność wystawienniczą.

## Wystawy stałe prezentowane w Muzeum Śląskim przy ul. T. Dobrowolskiego 1

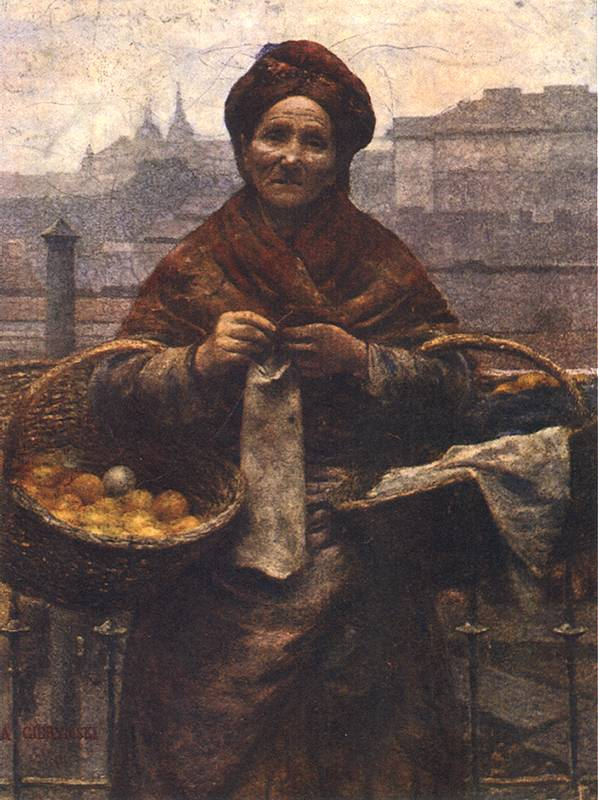
Aleksander Gierymski, Żydówka z cytrynami

### Galeria sztuki polskiej 1800–1945
Galeria obejmuje wszystkie znaczące kierunki w sztuce polskiej lat 1800–1945: dziewiętnastowieczne malarstwo portretowe oraz pejzażowe, malarstwo romantyczne i realistyczne, nurt akademicki, malarstwo historyczne, symboliczne i secesyjne obrazy okresu Młodej Polski, dzieła polskich impresjonistów, wreszcie sztukę okresu międzywojennego. Większość obrazów eksponowanych w galerii zalicza się do największych osiągnięć sztuki polskiej. Są to m.in. dzieła Piotra Michałowskiego, Henryka Rodakowskiego, Jana Matejki, Józefa Chełmońskiego, Aleksandra Gierymskiego, Stanisława Wyspiańskiego, Józefa Mehoffera, Jacka Malczewskiego, Leona Wyczółkowskiego, Józefa Pankiewicza, Władysława Podkowińskiego, Jana Stanisławskiego i Olgi Boznańskiej. Galerię uzupełniają rzeźby prezentujące wybrane nurty w sztuce przełomu XIX i XX wieku.

### Galeria sztuki polskiej po 1945
Galeria sygnalizuje istotne zjawiska w dziejach sztuki polskiej po 1945. Zawiera przykłady podejmowania przez artystów prób samookreślenia się w kontekstach: historycznym, estetycznym, światopoglądowym lub socjologicznym. Są to dzieła twórców dobrze znanych, ale też tych mniej rozpoznawalnych, zasługujących na uwagę i zainteresowanie. Nie mogło zabraknąć artystów najwybitniejszych, mających znaczący wpływ na kształt i rozwój powojennej sztuki polskiej. Są to m.in. Andrzej Wróblewski, Tadeusz Kantor, Jerzy Nowosielski, Władysław Hasior, Zdzisław Beksiński, Grupa Łódź Kaliska, Lech Majewski, Zbigniew Libera, Natalia Lach Lachowicz i wielu innych.

### Galeria plastyki nieprofesjonalnej
Galeria ukazuje całe bogactwo zagadnień kryjących się pod tym pojęciem. Główną jej część poświęcono ruchowi amatorskiemu na Śląsku. Do konstrukcji wystawy użyto metafory kopalni, która łączy trzy istotne dla tradycji śląskiej obszary – strefę podziemną, powierzchnię i niebo, kojarzące się ze śląską triadą: Bóg, praca, rodzina. Uzupełnieniem są prace członków grupy Gwarek 58 związanej z KWK „Katowice” oraz wybitnych przedstawicieli jednego z najciekawszych zjawisk plastyki nieprofesjonalnej – sztuki outsiderów.

### Światło historii. Górny Śląsk na przestrzeni dziejów

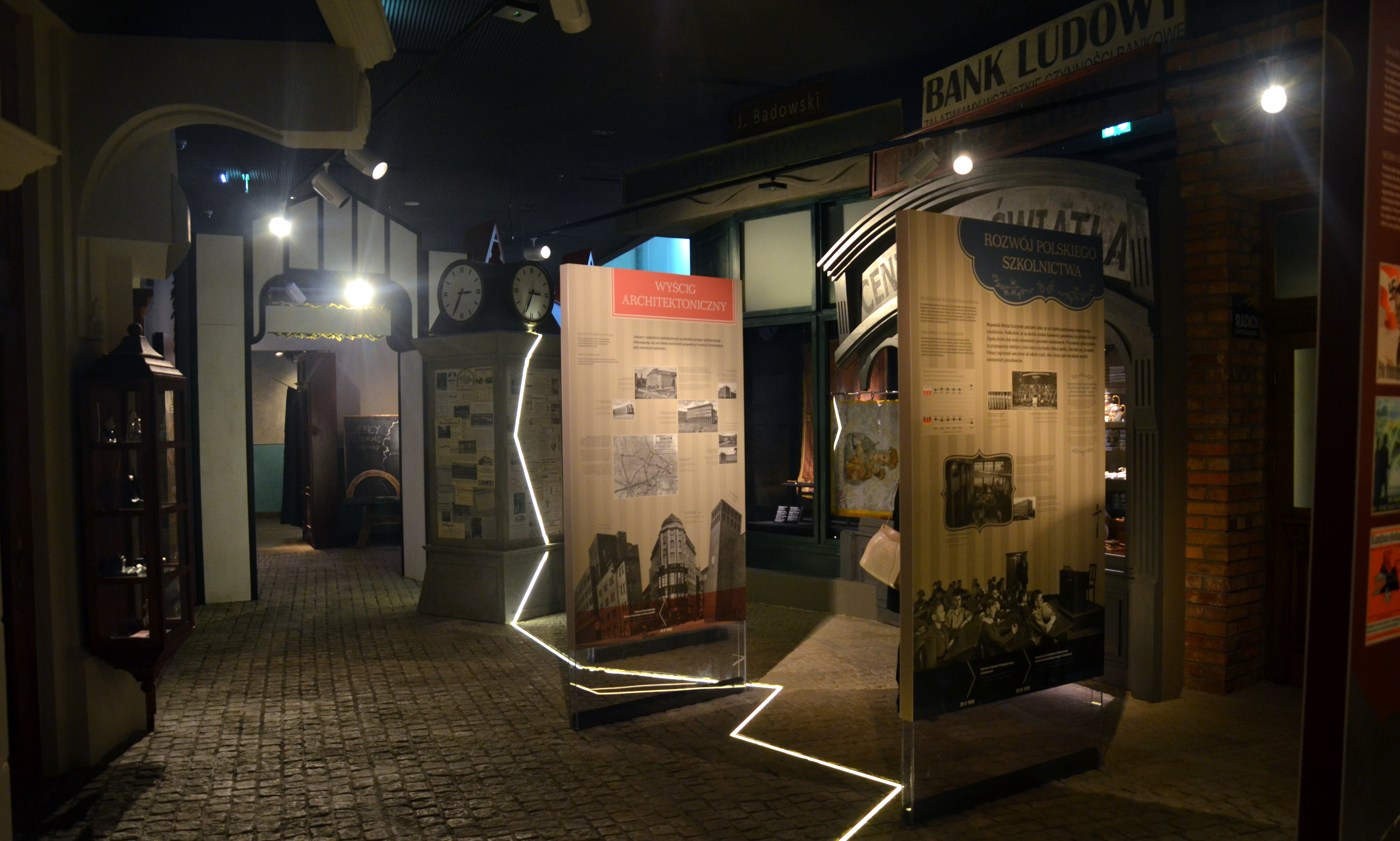
Światło historii. Górny Śląsk na przestrzeni dziejów

Ekspozycja w syntetyczny sposób pokazuje historię Górnego Śląska od czasów najdawniejszych do przełomu 1989. Szczególną uwagę poświęcono okresowi industrializacji, bowiem to właśnie jej ziemia ta zawdzięcza swe dzisiejsze oblicze i charakter. Przy pomocy scenografii i eksponatów ukazano węzłowe zagadnienia i problemy, pokazując dylematy, przed którymi stawiano Górnoślązaków i wybory, których dokonywali. Zobrazowano kształtowanie się tożsamości i problemy stąd wynikające, nasycając wystawę emocjami i stawiając pytania, na które często nie ma łatwych odpowiedzi.

### Galeria Sztuki Sakralnej

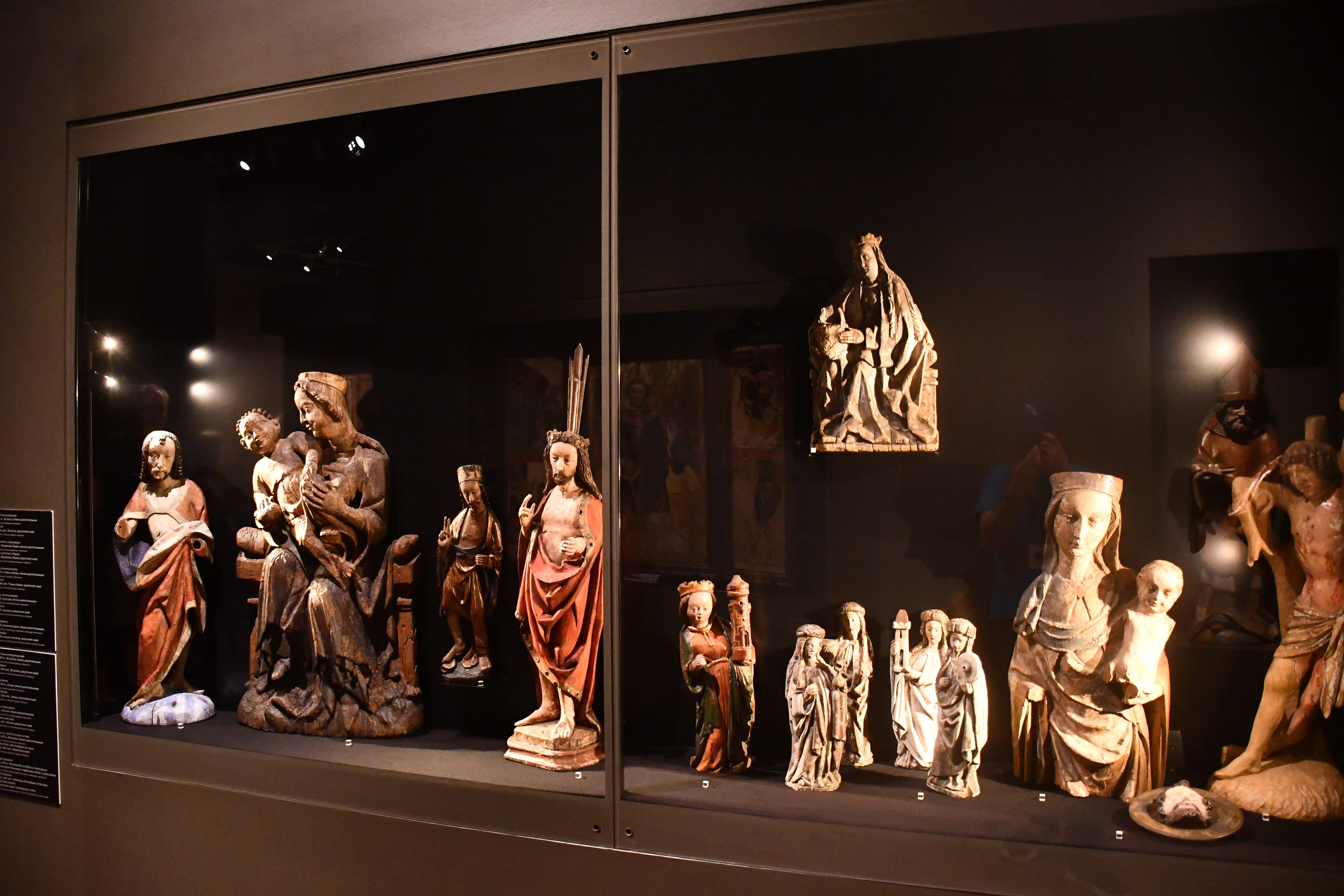
Witryna rzeźby sakralnej

Wystawa ta łączy zbiory Muzeum Śląskiego oraz eksponaty Muzeum Archidiecezjalnego w Katowicach, które w 2013 zostały przekazane placówce w charakterze  długoterminowego depozytu. Kolekcja prezentuje skarby śląskiej kultury w zakresie rzeźby, malarstwa i rzemiosła artystycznego z okresu gotyku i czasów nowożytnych. Galeria śląskiej sztuki sakralnej obejmuje cztery wydzielone strefy, w których wyeksponowano ponad 120 obiektów z zakresu rzeźby, malarstwa i rzemiosła artystycznego, tworzących dwa zespoły stylistyczne: późnogotycki i renesansowo‑barokowy, a także zabytki pochodzące z okresu od końca XIV do końca XVIII wieku. Ekspozycję uzupełniają multimedialne prezentacje wybranych zagadnień tematycznych niemożliwych do bezpośredniego zademonstrowania w warunkach muzealnych.
- Święta Anna Samotrzecia z Knurowa, ok. 1400
- Piękna Madonna z Knurowa, ok. 1420
- Madonna z Dzieciątkiem ze Skrzyszowa, ok. 1505
- Tryptyk z Jasienicy, ok. 1500
- Ukrzyżowanie z Miedźnej, ok. 1440–1450

### Na tropie Tomka
„Na tropie Tomka” to nowoczesna przestrzeń edukacyjna dla rodzin z dziećmi, w której odnajdą swoje miejsce zarówno dziadkowie, rodzice jak i najmłodsi członkowie rodziny. Inspirując się postacią Tomka Wilmowskiego, młodego bohatera powieści Alfreda Szklarskiego, zaprojektowano miejsce, którego celem jest łączenie pokoleń i wspólne odkrywanie świata za pomocą zmysłów i twórczych wyzwań. Wystawa jest interaktywną podróżą przez pięć kontynentów i pięć kultur. W jej trakcie uczestnicy mają za zadanie rozwiązać zagadkę zniknięcia Tomka.

### Wystawa przemysłu śląskiego
W dawnym budynku warsztatu mechanicznego i kuźni można oglądać zabytkowe maszyny oraz urządzenia, np. młoty, prasy i obrabiarki z zakładów przemysłowych Śląska. W budynku warsztatu mechanicznego z zachowaną suwnicą z roku 1905 możemy podziwiać m.in. silnik parowy z początku XX wieku, który w okresie swojej świetności napędzał dwie linie walcarek walcowni średnio drobnej w nieistniejącej obecnie hucie „Baildon”, a dziś jest jedynym tego typu eksponatem zachowanym w Polsce. W obu budynkach zgromadzono wiele maszyn i obrabiarek oraz obiekty militarne ilustrujące produkcję i historię śląskiego przemysłu.

## Biblioteka i Czytelnia
Czytelnia Biblioteki Muzeum Śląskiego udostępniona w siedzibie przy ul. T. Dobrowolskiego 1 w Katowicach, posiada bogaty księgozbiór obejmujący m.in. pozycje z etnografii, archeologii, historii i sztuki, ze szczególnym uwzględnieniem prac tematycznie związanych z kulturą i historią regionu śląsko-dąbrowskiego (Silesiana). Poza tym posiada również szeroki wybór publikacji muzeów krajowych i zagranicznych (katalogi wystaw, informatory, wydawnictwa naukowe) oraz tytułów prasy regionalnej i samorządowej. 